# 1392 Pierre
1392 Pierre eller 1936 FO är en asteroid i huvudbältet som upptäcktes den 16 mars 1936 av den franske astronomen Louis Boyer vid Algerobservatoriet. Den har fått sitt namn efter en släkting till upptäckaren.
Asteroiden har en diameter på ungefär 26 kilometer.